# Грейвіс Васкес
Грейвіс Хосуе Васкес Родрігес (ісп. Greivis Josué Vásquez Rodríguez, нар. 16 січня 1987, Каракас, Венесуела) — венесуельський професіональний баскетболіст, що грав на позиціях атакувального захисника і розігруючого захисника за низку команд НБА.

## Ігрова кар'єра
На університетському рівні грав за команду Меріленд (2006—2010). На четвертому курсі був включений до другої символічної збірної NCAA.
2010 року був обраний у першому раунді драфту НБА під загальним 28-м номером командою «Мемфіс Ґріззліс». Професійну кар'єру розпочав 2010 року виступами за тих же «Мемфіс Ґріззліс», захищав кольори команди з Мемфіса протягом одного сезону.
З 2011 по 2013 рік грав у складі «Нью-Орлінс Горнетс», куди був обміняний на Квінсі Пондекстера. За підсумками сезону 2012—2013 був лідером ліги за загальною кількістю результативних передач та зайняв друге місце в голосуванні за Найбільш прогресуючого гравця НБА.
Влітку 2013 року перейшов до складу «Сакраменто Кінґс».
9 грудня 2013 року разом з Патріком Паттерсоном, Джоном Салмонсом та Чаком Геєсом був обміняний до «Торонто Репторз» на Руді Гея, Квінсі Ейсі та Аарона Грея. Відіграв за команду з Торонто 2 сезони.
З 2015 по 2016 рік грав у складі «Мілвокі Бакс».
Останньою ж командою в кар'єрі гравця стала «Бруклін Нетс», до складу якої він приєднався 2016 року і за яку відіграв лише три матчі, після чого був відрахований.

## Статистика виступів у НБА

### Регулярний сезон
| Сезон             | Команда              | GP  | GS  | MPG  | FG%  | 3P%  | FT%  | RPG | APG | SPG | BPG | PPG  |
| ----------------- | -------------------- | --- | --- | ---- | ---- | ---- | ---- | --- | --- | --- | --- | ---- |
| 2010–11           | «Мемфіс Ґріззліс»    | 70  | 1   | 12.3 | .408 | .291 | .733 | 1.0 | 2.2 | .3  | .1  | 3.6  |
| 2011–12           | «Нью-Орлінс Горнетс» | 66  | 26  | 25.8 | .430 | .319 | .821 | 2.6 | 5.4 | .9  | .1  | 8.9  |
| 2012–13           | «Нью-Орлінс Горнетс» | 78  | 78  | 34.4 | .433 | .342 | .805 | 4.3 | 9.0 | .8  | .1  | 13.9 |
| 2013–14           | «Сакраменто Кінґс»   | 18  | 18  | 25.8 | .433 | .320 | .938 | 1.9 | 5.3 | .3  | .1  | 9.8  |
| 2013–14           | «Торонто Репторз»    | 61  | 5   | 21.5 | .417 | .389 | .855 | 2.3 | 3.7 | .4  | .1  | 9.5  |
| 2014–15           | «Торонто Репторз»    | 82  | 29  | 24.3 | .408 | .379 | .758 | 2.6 | 3.7 | .6  | .1  | 9.5  |
| 2015–16           | «Мілвокі Бакс»       | 23  | 0   | 20.0 | .326 | .247 | .846 | 2.0 | 4.0 | .4  | .0  | 5.7  |
| 2016–17           | «Бруклін Нетс»       | 3   | 0   | 13.0 | .250 | .333 | .667 | .7  | 1.7 | .3  | .3  | 2.3  |
| Усього за кар'єру | Усього за кар'єру    | 401 | 157 | 23.7 | .418 | .349 | .817 | 2.5 | 4.8 | .6  | .1  | 9.0  |

### Плей-оф
| Сезон             | Команда           | GP | GS | MPG  | FG%  | 3P%  | FT%   | RPG | APG | SPG | BPG | PPG  |
| ----------------- | ----------------- | -- | -- | ---- | ---- | ---- | ----- | --- | --- | --- | --- | ---- |
| 2011              | «Мемфіс Ґріззліс» | 13 | 0  | 10.9 | .512 | .364 | .769  | 1.5 | 1.9 | .4  | .2  | 4.3  |
| 2014              | «Торонто Репторз» | 7  | 0  | 27.1 | .422 | .370 | .778  | 3.7 | 5.1 | .6  | .1  | 10.1 |
| 2015              | «Торонто Репторз» | 4  | 0  | 25.3 | .379 | .357 | 1.000 | 1.8 | 3.0 | .5  | .0  | 7.5  |
| Усього за кар'єру | Усього за кар'єру | 24 | 0  | 18.0 | .440 | .365 | .800  | 2.2 | 3.0 | .5  | .1  | 6.5  |